# José Ballivián Segurola
José Ballivián Segurola (La Paz, 5 de maio de 1805 — Rio de Janeiro, 6 de outubro de 1852) foi um político boliviano e presidente de seu país entre 27 de setembro de 1841 e 23 de dezembro de 1847.

## Biografia
Nascido em La Paz de pais ricos, Ballivián teve uma carreira militar bastante indistinta até sua elevação ao posto de Comandante do Exército em junho de 1841. Ele havia sido monarquista até 1822, mas mudou de lado e ingressou no exército insurrecional de Lanza com a idade de 18. Seu avanço no exército boliviano foi normal, embora seu papel fosse aparentemente fundamental para o triunfo dos confederados sobre Salaverry na Batalha de Socabaya (início de 1836). É importante ressaltar que ele havia apoiado Santa Cruz na década de 1830. Sua hora de ouro chegou e ele se destacou dramaticamente quando, aos 37 anos e como chefe do Exército boliviano, uniu as facções pró-Velasco e pró-Santa Cruz sob seu comando para enfrentar uma invasão peruana em massa liderada pelo presidente Agustín Gamarra. Na Batalha de Ingavi (novembro de 1841), Ballivián emergiu com uma surpreendente e esmagadora vitória contra Gamarra, a quem prendeu e ordenou que fosse executado. Foi uma reviravolta impressionante e que marca o ponto mais alto da história militar boliviana. Ingavi preservou a independência boliviana e transformou Ballivián em um herói da noite para o dia em uma nação fragmentada que precisa desesperadamente de um. O Congresso quase imediatamente o proclamou Presidente Provisório em substituição de Calvo. O marechal Santa Cruz, da França, concordou com seu governo e se recusou a voltar em face da enorme popularidade do novo Caudillo.
Eleito nas urnas em 1842, Ballivián foi um líder capaz que promulgou reformas importantes, incluindo uma revisão da Constituição. Geralmente, ele seguia o estilo organizacional e administrativo de Santa Cruz e tomava muito cuidado para manter seus apoiadores felizes, posicionando-se assim como o herdeiro do Grande Marechal. Foi Ballivián quem ordenou a primeira tentativa séria de explorar e mapear o interior desconhecido do país e suas fronteiras. Ele também criou o Departamento de Beni, e se esforçou para estabelecer o controle boliviano sobre o Departamento marítimo do Litoral. Sob sua administração, as riquezas do guano daquela região de fronteira foram exploradas pela primeira vez a sério. No entanto, ele falhou em criar uma presença militar dissuasora credível na área, uma vez que tendia a concentrar tropas leais em centros populacionais importantes para reprimir rebeliões, especialmente depois de 1845.
Ballivián teve a infelicidade de experimentar a deserção, e subsequente oposição pessoal obstinada, do carismático general Manuel Belzu, outrora chefe do Exército, mas agora ferido pela suposta ou suposta perseguição de sua esposa - Belzu - pelo presidente. Atingido, Belzu retirou-se para o campo com seus seguidores em 1845 e, jurando vingança, praticamente declarou guerra a Ballivián, desencadeando um confronto massivo que polarizou a sociedade boliviana. Aos poucos, a lenda do populista Belzu foi crescendo, enquanto a de Ballivián se maculou, principalmente quando este foi forçado a recorrer a medidas cada vez mais autoritárias para manter o controle. Eventualmente, condições semelhantes a uma guerra civil irromperam, forçando o guerreiro de Ingavi a fugir pouco antes do Natal de 1847. Ele deixou em seu lugar o General Eusebio Guilarte, chefe do Conselho de Estado e segundo na linha de sucessão à presidência de acordo com a nova Constituição que o próprio Ballivián promulgou. Após o exílio no Chile, mudou-se para o Rio de Janeiro, Brasil, onde permaneceu o resto de seus dias. Ele morreu jovem (cerca de 47 anos) em 1852 no Rio de Janeiro, mas é reverenciado até hoje como um dos maiores presidentes da Bolívia e principais líderes militares. Seus restos mortais foram repatriados e ele recebeu um luxuoso funeral de Estado. O filho de José Ballivián, Adolfo Ballivián, seguiu os passos de seu pai e se tornou presidente constitucional da Bolívia em 1873.